# Sarbedaran

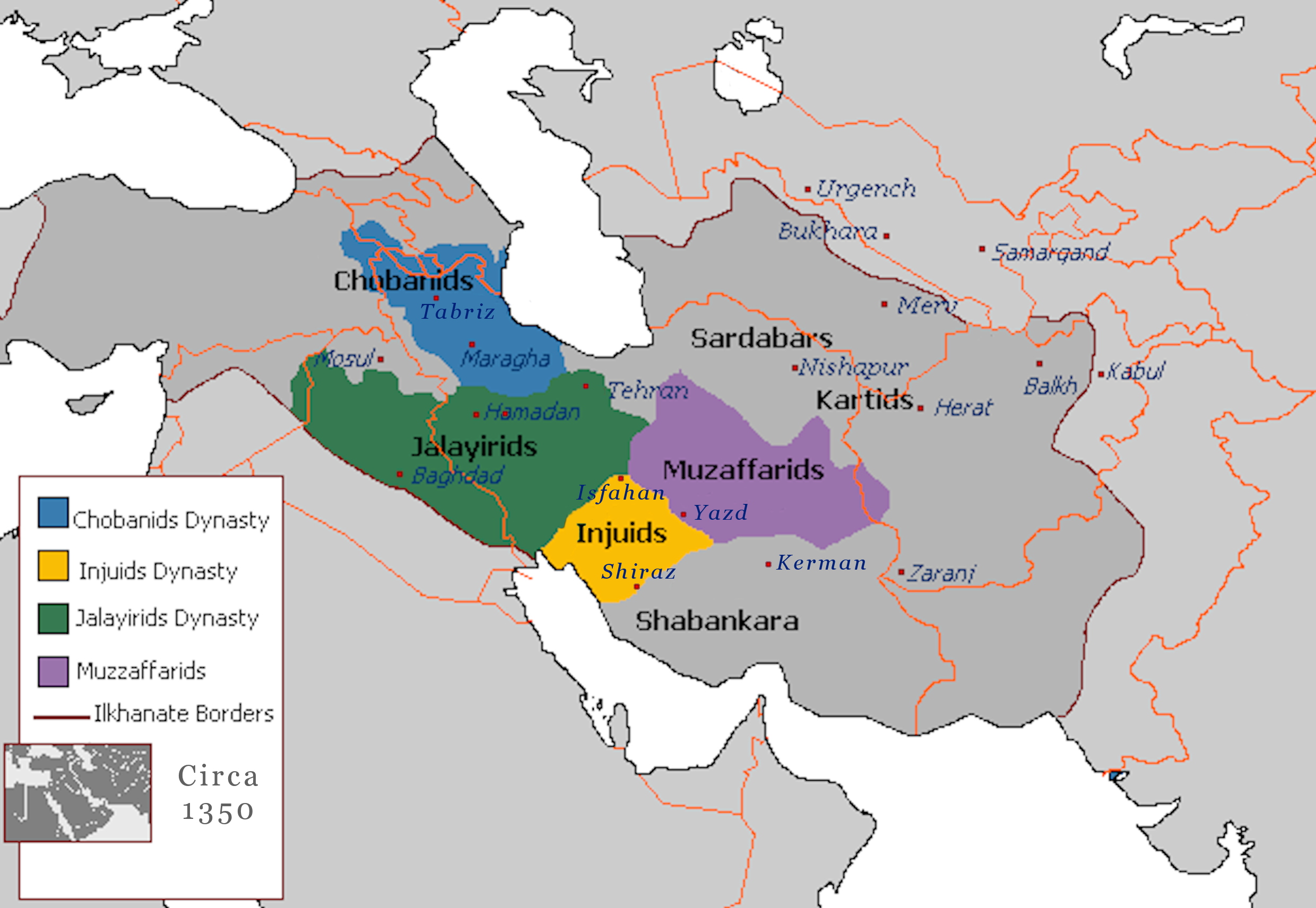
Das Gebiet der Sarbedaran neben dem der Tschupaniden, Dschalairiden, Muzaffariden und Indschuiden

Die Sarbedaran (persisch سربداران, DMG Sarbedārān, ‚die Gehenkten‘, Plural von persisch سربدار, DMG Sarbedār) waren eine sozialrevolutionäre Bewegung, die zwischen ca. 1337 und 1386 im westlichen Chorasan herrschte.
Während das Reich der Ilchane im Niedergang begriffen war, führte Abd ar-Razzaq ibn Fadl Allah (ʿAbd ar-Razzāq b. Faḍl Allāh) ab 1332 einen Aufstand der einheimischen Bevölkerung gegen die mongolische Oberherrschaft an. Die Aufständischen, die sich Sarbedaran nannten, errichteten um Baihaq/Sabzawar eine Herrschaft mit sozialistisch anmutenden Elementen und standen dem schiitischen Islam nahe, zu dem sich aber erst ihr letzter Anführer offiziell bekannte. 1353 stürzten und töteten sie den Ilchan Toqa(i)-Temür, welcher bis dahin über Westchorasan und Gurgan geherrscht hatte. In Ostchorasan regierten nach wie vor die Kartiden.
Sabzawar entwickelte sich zum Zentrum einer von Abd ar-Razzaq gegründeten radikal-messianischen Derwisch-Bewegung. Die Anführer der Sarbedaran wurden gewählt und starben in der Regel bald eines gewaltsamen Todes. Nach einem Jahrzehnt der Wirren und Streitigkeiten gelang erst Chadscha Ali ibn Muayyad (Ḫvāǧa ʿAlī b. Muʾayyad, reg. 1362–1376 und erneut 1379–1386) eine erneute Stabilisierung der Verhältnisse, doch wurde die Sarbedaran-Herrschaft gleich nach seinem Tod von timuridischen Befehlshabern beendet.
Für eine Liste aller Sarbedaran-Führer siehe unter: Liste der Herrscher von Iran – Die Sarbedaran